# Portlandhüttenzement
Unter Portlandhüttenzement (historische Bezeichnung Eisenportlandzement) versteht man einen künstlichen Baustoff. Er setzt sich aus Zementklinker und Hochofenschlacke zusammen. Damit man von Eisenportlandzement sprechen kann, muss der Gehalt von Zementklinker bei mindestens 70 % liegen und der der Hochofenschlacke bei höchstens 30 %. Bei Schlackeanteilen größer 30 % spricht man von Hochofenzement. Der Einsatz der Schlacke dient zum einen zur Ressourcenschonung, zum anderen beeinflusst er positiv die Eigenschaften des Zements für den Einsatz im Wasserbau.
Portlandhüttenzement wurde zum ersten Mal 1882 von Godhard Prüssing in seinem Zementwerk Vorwohle eingesetzt. Zu dieser Zeit verstieß diese Zusetzung gegen das vom Verein Deutscher Cement-Fabrikanten festgelegten „Reinheitsgebot“. Nach langjährigen wissenschaftlichen und wirtschaftlichen Disputen wurde der seit 1901 als Eisenportlandzement bezeichnete Zement 1909 genormt (heute in der EN 197 für Normalzement abgebildet).